# Оселе
Оселе (на шведски: Åsele) е малък град в северната част на централна Швеция, лен Вестерботен. Главен административен център на едноименната община Оселе. Разположен е около река Онгерманелвен. Намира се на около 540 km на северозапад от централната част на столицата Стокхолм и на около 140 km на югоизток от главния град на лена Умео. Населението на града е 1798 жители според данни от преброяването през 2010 г.